# Kanariku-tó
A Kanariku-tó (észtül: Kanariku järv) Észtország Võru  megyéjében található tó. A Võru községhez tartozó Parksepa faluban fekszik. Területe 2,5 ha.